# Городское поселение Андра
Городско́е поселе́ние Андра — муниципальное образование в Октябрьском районе Ханты-Мансийского автономного округа Российской Федерации.
Административный центр — пгт Андра.

## История
Статус и границы городского поселения установлены Законом Ханты-Мансийского автономного округа - Югры от 25 ноября 2004 года № 63-оз «О статусе и границах муниципальных образований Ханты-Мансийского автономного округа - Югры»

## Население
| 2009  | 2010  | 2012  | 2013  | 2014  | 2015  | 2016  |
| ----- | ----- | ----- | ----- | ----- | ----- | ----- |
| 1855  | ↘1830 | ↘1765 | ↘1674 | ↘1601 | ↘1557 | ↘1519 |
| 2017  | 2018  | 2019  | 2020  | 2021  |       |       |
| ↗1529 | ↘1477 | ↘1463 | ↗1479 | ↗2015 |       |       |

## Состав городского поселения
| № | Населённый пункт | Тип населённого пункта      | Население |
| - | ---------------- | --------------------------- | --------- |
| 1 | Андра            | пгт, административный центр | ↗2015     |